# Thái Lan năm 2025
Dưới đây là danh sách sự kiện và sự kiện đã lên kế hoạch trong năm 2025 tại Thái Lan. Năm 2025 là năm thứ 244 của Triều đại Rattanakosin của Thái Lan. Đây là năm trị vị thứ 10 của Vua Vajiralongkorn (Rama X), và là năm thứ 2568 theo Phật lịch, lịch Thái.

## Đương nhiệm
- Vua: Vajiralongkorn
- Thủ tướng: Paetongtarn Shinawatra (đình chỉ từ ngày 1 tháng 7); Suriya Juangroongruangkit (hoạt động; từ ngày 3 tháng 7); Phumtham Wechayachai (hoạt động; từ ngày 3 tháng 7)
- Tăng Thống tối cao: Ariyavongsagatanana (Amborn Ambaro)
- Chủ tịch Quốc hội: Wan Muhamad Noor Matha (Prachachat)
- Thượng viện: Lần thứ 13

## Sự kiện
- 24 tháng 7: Xung đột quân sự ở biên giới bắt đầu diễn ra giữa quân đội Campuchia và Thái Lan.[1][2]

## Ngày nghỉ lễ
Nguồn:
- Ngày 1 tháng 1 – Tết Dương lịch
- Ngày 29 tháng 1 – Tết Trung Quốc
- Ngày 12 tháng 2 – Ngày Makha Bucha
- Ngày 29–30 tháng 3– Hari Raya Puasa
- Ngày 6, 7 tháng 4 – Ngày tưởng niệm Chakri
- Ngày 13–16 tháng 4 – Lễ hội Songkran
- Ngày 1 tháng 5 – Ngày Quốc tế Lao động
- Ngày 4, 5 tháng 5 – Lễ đăng quang của Vua Vajiralongkorn
- Ngày9 tháng 5 – Royal Ploughing Ceremony
- Ngày12 tháng 5 – Visakha Bucha Day
- Ngày 3 tháng 6 – Sinh nhật Nữ hoàng Suthida
- Ngày 10 tháng 7 – Ngày Asahna Bucha
- Ngày 28 tháng 7 – Sinh nhật Vua Vajiralongkorn
- Ngày 12 tháng 8 – Sinh nhật Thái hậu Sirikit
- Ngày 13 tháng 10 – Ngày tưởng niệm Vua Bhumibol Adulyadej
- Ngày 23 tháng 10 – Ngày tưởng niệm Chulalongkorn
- Ngày 5 tháng 12 – Sinh nhật Vua Bhumibol Adulyadej
- Ngày 10 tháng 12 – Ngày Hiến pháp
- Ngày 25 tháng 12 – Lễ Giáng Sinh
- Ngày 31 tháng 12 – Giao thừa